# 帕布羅·賽巴斯提安·波提拉
帕布羅·賽巴斯提安·波提拉（1980年6月21日—）是一名阿根廷手球運動員，曾代表國家參加2012年倫敦奧運的男子手球比賽和2016年里約奧運的男子手球比賽，並未獲得獎牌。